# Laurence Olivier Awards 1987
Die 12. Laurence Olivier Awards 1987 wurden von der Society of London Theatre vergeben, um herausragende Theater- und Musicalproduktionen zu würdigen. Ausgezeichnet wurden Produktionen der Theatersaison 1986/87.

## Hintergrund
Der Laurence Olivier Award (auch Olivier Award) ist ein seit 1976 jährlich vergebener britischer Theater- und Musicalpreis. Er gilt als höchste Auszeichnung im britischen Theater und ist vergleichbar mit dem Tony Award am amerikanischen Broadway. Verliehen wird die Auszeichnung von der Society of London Theatre. Ausgezeichnet werden herausragende Darsteller und Produktionen einer Theatersaison, die im Londoner West End zu sehen waren. Die Auszeichnungen hießen zunächst Society of West End Theatre Awards und wurden 1985 zu Ehren des renommierten britischen Schauspielers Laurence Olivier in Laurence Olivier Awards umbenannt. Die Nominierten und Gewinner der Laurence Olivier Awards „werden jedes Jahr von einer Gruppe angesehener Theaterfachleute, Theaterkoryphäen und Mitgliedern des Publikums ausgewählt, die wegen ihrer Leidenschaft für das Londoner Theater“ bekannt sind.

## Gewinner und Nominierte
| Bestes neues Theaterstück | Bestes neues Musical |
| --- | --- |
| - Serious Money von Caryl Churchill – Royal Court Theatre - A Lie of the Mind von Sam Shepard – Royal Court Theatre - Lettice and Lovage von Peter Shaffer – Globe Theatre - Sarcophagus von Vladimir Gubaryev – Royal Shakespeare Company im Barbican Centre | - Follies – Shaftesbury Theatre - Blues in the Night – Donmar Warehouse - Kiss Me, Kate – Old Vic Theatre - Up on the Roof – Donmar Warehouse |
| Beste neue Comedy | |
| - Three Men on a Horse von George Abbott und John Cecil Holm – National Theatre Cottesloe - A Midsummer Night’s Dream von William Shakespeare – Open Air Theatre - Groucho: A Life in Revue von Robert Fisher und Arthur Marx – Comedy Theatre - Twelfth Night von William Shakespeare – Donmar Warehouse | |
| Darsteller des Jahres Theaterstück | Darstellerin des Jahres Theaterstück |
| - Michael Gambon als Eddie Carbone in A View from the Bridge – National Theatre Cottesloe - Tokusaburo Arashi als Medea in Medea – National Theatre Olivier - Hugh Quarshie als Jack Jefferson in The Great White Hope, als Belville in The Rover und als Arcite in The Two Noble Kinsmen – Royal Shakespeare Company im Mermaid Theatre - Nicholas Woodeson als Mike Levine in Flight und als Bessmertny in Sarcophagus – Royal Shakespeare Company im Barbican Centre | - Judi Dench als Kleopatra in Antony and Cleopatra – National Theatre Olivier - Miranda Richardson als Beth in A Lie of the Mind – Royal Court Theatre - Maggie Smith als Halina Rodziewiczowna in Coming into Land – National Theatre Lyttelton und als Lettice Douffet in Lettice and Lovage – Globe Theatre - Juliet Stevenson als Yerma in Yerma – National Theatre Cottesloe |
| Bester Hauptdarsteller Musical | Beste Hauptdarstellerin Musical |
| - John Bardon und Emil Wolk als First Gangster und Second Gangster in Kiss Me, Kate – Old Vic Theatre - Bernard Alane als Pierre Fontaine in Bless the Bride – Sadler’s Wells Theatre - Mark McGann als Scott in Up on the Roof – Donmar Warehouse - Gary Olsen als Keith in Up on the Roof – Donmar Warehouse | - Nichola McAuliffe als Lilli Vanessi/Kate Minola in Kiss Me, Kate – Old Vic Theatre - Dee Dee Bridgewater als Billie Holiday in Lady Day – Donmar Warehouse - Julia McKenzie als Sally Durant Plummer in Follies – Shaftesbury Theatre - Carol Woods als Darsteller in Blues in the Night – Donmar Warehouse |
| Beste Comedy-Darbietung | |
| - John Woodvine als Sir John Falstaff in The Henrys – Old Vic Theatre - Frank Ferrante als Groucho Marx in Groucho: A Life in Revue – Comedy Theatre - Geoffrey Hutchings als Irwin in Three Men on a Horse – National Theatre Cottesloe - Les Marsden als Harpo Marx in Groucho: A Life in Revue – Comedy Theatre | |
| Bester Nebendarsteller / Beste Nebendarstellerin | Bester Nachwuchskünstler / Beste Nachwuchskünstlerin |
| - Michael Bryant als Enobarbus in Antony and Cleopatra und als The Fool in King Lear – National Theatre Olivier - Robin Bailey als Vassily Ivanyich Bazarov in Fathers and Sons – National Theatre Lyttelton - Diane Bull als Louise Allington in Tons of Money – National Theatre Lyttelton - Sheila Reid als Morag in When I Was a Girl I Used to Scream and Shout – Whitehall Theatre                                                                                | - Suzan Sylvester als Catherine in A View from the Bridge – National Theatre Cottesloe - Rudi Davies als Sally in A Lie of the Mind – Royal Court Theatre und als Dorcas Bellboys in A Penny for a Song – Royal Shakespeare Company im Barbican Centre - Nick Dear für sein Theaterstück The Art of Success – Royal Shakespeare Company im Barbican Centre - Imogen Stubbs als Helena in The Rover und als Gaoler’s Daughter in The Two Noble Kinsmen – Royal Shakespeare Company im Mermaid Theatre |
| Beste Regie | |
| - Declan Donnellan für Macbeth, The Cid und Twelfth Night – Donmar Warehouse - Alan Ayckbourn für A View from the Bridge – National Theatre Cottesloe - Yukio Ninagawa für Macbeth – National Theatre Lyttelton und Medea – National Theatre Olivier - Peter Stein für The Hairy Ape – National Theatre Lyttelton | |
| Bestes Bühnenbild | |
| - Lucio Fanti für The Hairy Ape – National Theatre Lyttelton - Bob Crowley für A Penny for a Song und Macbeth – Royal Shakespeare Company im Barbican Centre - William Dudley für Girlfriends – Playhouse Theatre, Kiss Me, Kate – Old Vic Theatre und Richard II – Royal Shakespeare Company im Barbican Centre - Kappa Senoh für Macbeth – National Theatre Lyttelton                                                                                                 | |
| Herausragende Leistungen Ballett | Herausragende Leistungen Oper |
| - Trisha Brown für ihre Ballettsaison – Sadler’s Wells Theatre - Das Ensemble des London Contemporary Dance Theatre für ihre Ballettsaison – Sadler’s Wells Theatre - Richard Alston für die Choreografie von Dutiful Ducks und Pulcinella, Ballet Rambert – Sadler’s Wells Theatre - Ichikawa Ennosuke in The Thousand Cherries of Yoshitsune – Sadler’s Wells Theatre - Shards, Merce Cunningham Dance Company – Sadler’s Wells Theatre                               | - Lady Macbeth of Mtsensk von English National Opera – London Coliseum - Della Jones in Il barbiere di Siviglia, English National Opera – London Coliseum - Carlos Kleiber als Dirigent von Otello, The Royal Opera – Royal Opera House - Marie McLaughlin in Le nozze di Figaro, The Royal Opera – Royal Opera House - Eva Randová in Jenůfa, The Royal Opera – Royal Opera House - Yuri Temirkanov für die künstlerische Leitung, Kirov Opera Orchestra – Royal Opera House                        |
| Herausragende Leistungen | |
| - Thelma Holt für die Realisierung des International Festival – Royal National Theatre - Ghosts, Young Vic – Wyndham’s Theatre - Hampstead Theatre für den insgesamt hohen Standard ihrer Arbeit im Jahr 1987 - Barry Humphries in Back with a Vengeance – Strand Theatre | |

## Statistik

### Mehrfache Nominierungen
- 4 Nominierungen: Kiss Me, Kate
- 3 Nominierungen: A Lie of the Mind, A View from the Bridge, Groucho: A Life in Revue und Up on the Roof
- 2 Nominierungen: A Penny for a Song, Antony and Cleopatra, Blues in the Night, Follies, Lettice and Lovage, Macbeth (Lyttelton), Medea, Sarcophagus, The Rover, The Two Noble Kinsmen, Three Men on a Horse und Twelfth Night

### Mehrfache Gewinne
- 2 Gewinne: A View from the Bridge, Antony and Cleopatra und Kiss Me, Kate